# Vita Latina
 (septembre 2016).
Améliorez-le ou discutez des points à vérifier. 
L'association Vita Latina créée en 1957, par Édouard Théodore-Aubanel, à la suite du congrès d'Avignon de septembre 1956, pour promouvoir le latin vivant, œuvre désormais, après avoir abandonné cet objectif initial, pour la diffusion de la culture latine et pour son enseignement.
La revue qu'elle publie s’adresse à tous ceux qui souhaitent soutenir son effort et rester informés, sans érudition excessive, des études contemporaines sur la langue, la littérature et la civilisation de Rome : enseignants, étudiants, public amateur.

## La revueVita Latina
Les articles portent sur les auteurs latins majeurs étudiés selon différentes approches - littérature, histoire, idéologie - afin de dégager les enjeux des œuvres. Est aussi analysé leur devenir, de la Renaissance à nos jours, au sein d’une culture humaniste qui, par sa connaissance du passé, sait avoir un regard original sur le monde actuel. 
Dans les derniers numéros :
- à travers le Catilina de Salluste, la Guerre civile de César et le traité de Sénèque Sur la clémence du prince[2] s'engage une réflexion sur l’exercice du pouvoir politique et sur le rôle de l'historiographie et de la philosophie.
- Le sentiment amoureux à Rome et son expression trouvent une riche illustration avec les Élégies de Properce.
- Les Bucoliques de Virgile invitent à un regard neuf sur la beauté du monde quand les conceptions modernes en éloignent ou font douter.
- La littérature latine offre encore des récits de voyage, comme le De Reditu suo (Sur son retour) de Rutilius Namatianus, auteur moins connu mais original par le récit et le sens de son parcours.
- La rencontre de la culture païenne et la culture chrétienne nourrit le traité de saint Ambroise Sur les devoirs[3].

La revue publie également des articles sur des thèmes comme Rome et Carthage, les Étrusques, l’eau. À partir des recherches les plus récentes sont analysés des aspects importants de l’histoire romaine comme de la vie quotidienne.
La revue contient de plus des articles en rapport avec les thèmes du baccalauréat et aussi sur la didactique. 
Conformément à sa tradition, elle accueille des textes modernes en latin. 
Le sommaire des numéros depuis le n° 153 (mars 1999) et un classement thématique des articles sont disponibles sur le site de Vita Latina.

## Liens culturels
Vita Latina est associée à la Bibliothèque d’Études Classiques, collection qui comprend plus de 45 titres déjà parus disponibles chez Peeters-France (Paris).
Vita Latina a deux numéros annuels (l’un de décembre, l’autre de mai), et les deux numéros forment un ensemble de 270 p. environ. 
La revue est publiée avec le concours du Centre national du livre, de l'Université Paul-Valéry-Montpellier III et du Centre d’Étude et de Recherche sur les Civilisations Antiques de la Méditerranée (CERCAM) de cette université.